# 邓希贤 (1932年)
邓希贤（1932年—2022年4月14日），男，四川重庆人，中国生理学家，中国医学科学院基础医学研究所研究员。曾任中国生理学会秘书长、副理事长。